# Kolegiata św. Jana Chrzciciela w Myśliborzu
Kolegiata św. Jana Chrzciciela w Myśliborzu – kościół farny z początku XV wieku, z fragmentami granitowymi z drugiej połowy XIII wieku. W wieży portal renesansowy 1585. Ołtarz główny z 1697, ambona z około połowy XVII wieku, resztki chrzcielnicy z XIII wieku.

## Historia
W latach sześćdziesiątych XIII w. wybudowano pierwszy kościół, murowany z granitowych bloków. Został on wkrótce zniszczony (najprawdopodobniej stało to się w 1271 podczas najazdu księcia Bolesława Pobożnego). W 1298 na mocy decyzji margrabiego Albrechta III powołana została kapituła kolegiacka, sprawująca nadzór nad kościołami w Nowej Marchii.
W XIV i XV w. kościół wzbogacił się o wiele nowych ołtarzy. W 1433 kolegiata została spalona przez husytów. W 1538, w związku z wprowadzeniem na Pomorzu luteranizmu, świątynia stała się zborem protestanckim. W 1539 wielki pożar miasta uszkodził kolegiatę. Zniszczenia były na tyle poważne, że przez ok. 50 lat funkcję kościoła parafialnego pełnił kościół klasztorny dominikanów. Kolegiata została odbudowana w latach 1582-93. W 1630 świątynia ucierpiała z powodu splądrowania przez wojska cesarskie, a w 1655 - z powodu pożaru.
Odbudowę przeprowadzono w latach siedemdziesiątych XVII w. Z tego okresu pochodzi zachowana do dziś ambona oraz sklepienia. W 1697 został ufundowany obecny ołtarz. W 1843-48 powstały organy wykonane przez C.A. Buchholza z Berlina, zachowane do dziś. Na początku XX w. wykonano gruntowny remont kościoła.
Po drugiej wojnie światowej, 7 października 1945, kościół został pobłogosławiony przez księdza proboszcza Jana Wojtysiaka, stając się ponownie świątynią katolicką. Do 3 lipca 1976, kiedy to powołano parafię p.w. św. Jana Chrzciciela, kościół był świątynią proparafialną parafii pw. Świętego Krzyża.
Od 1992 siedziba Myśliborskiej Kapituły Kolegiackiej.
W ostatnich latach wykonano renowację ołtarza (2001), naprawę zegarów wieżowych (2003) oraz iluminację kolegiaty (2004).

## Wyposażenie
- ołtarz główny – barokowy, drewniany, bogato polichromowany. Ufundowany w 1697 przez dwóch burmistrzów Myśliborza. Wykonany przez snycerza Heinricha Bernharda Hattenkerela z Morynia. Wysokość ołtarza wynosi 13,5 m. W predelli przedstawiono Ostatnią Wieczerzę. Dwie postacie po bokach symbolizują Stary i Nowy Testament. W retabulum scena Ukrzyżowania z figurami czterech ewangelistów. W zwieńczeniu Zmartwychwstanie i Wniebowstąpienie.
- ambona – zbudowana w latach siedemdziesiątych XVII w. Ozdobiona malowanymi wizerunkami czterech ewangelistów oraz dwoma obrazami przedstawiającymi drabinę Jakubową i śmierć Jonasza. Baldachim ambony zwieńczony wizerunkiem pelikana karmiącego własną krwią swe młode.
- organy – wykonane w latach 1843-48 przez C.A. Buchholza z Berlina.

Galeria
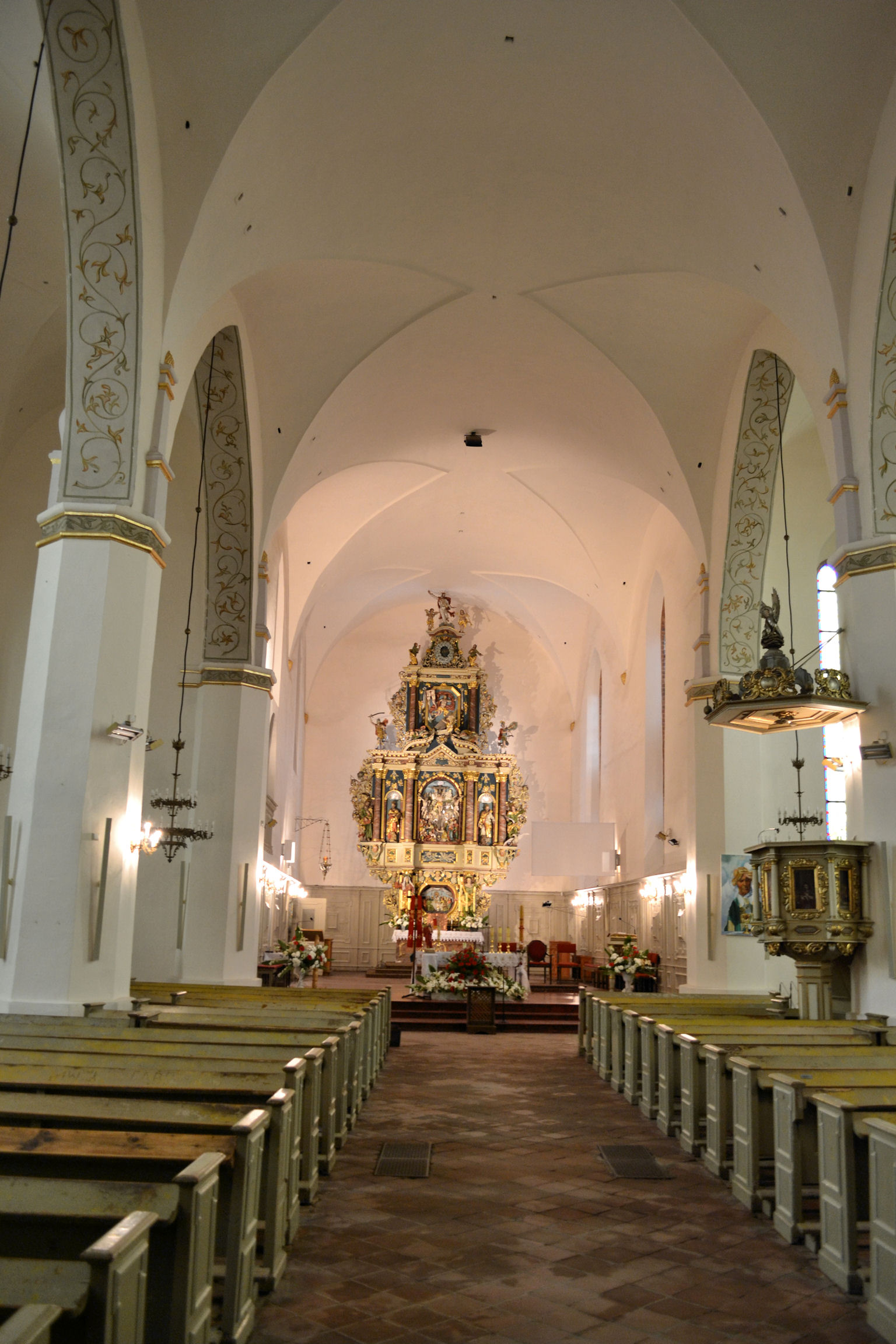
Wnętrze kolegiaty
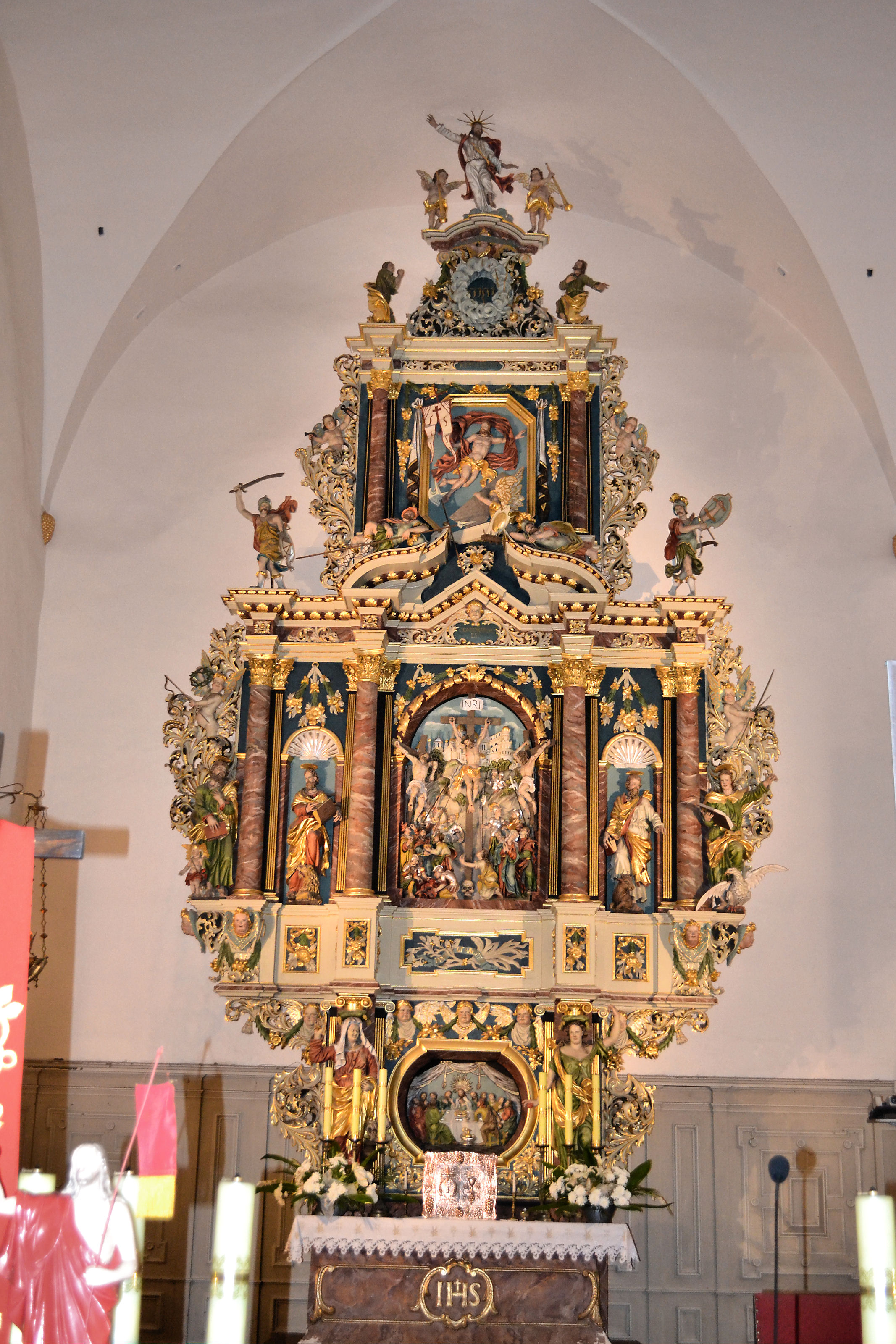
Ołtarz główny
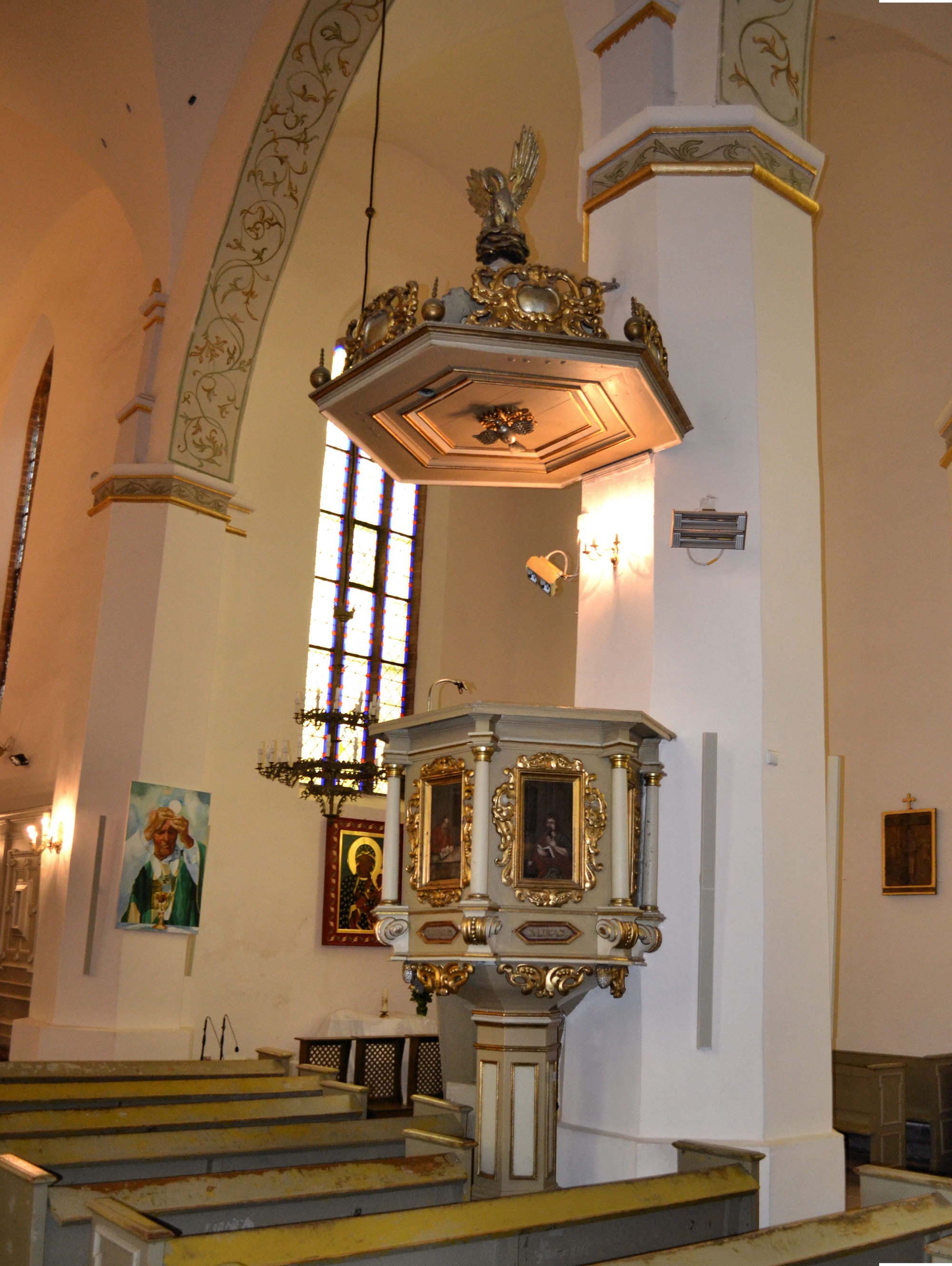
Ambona
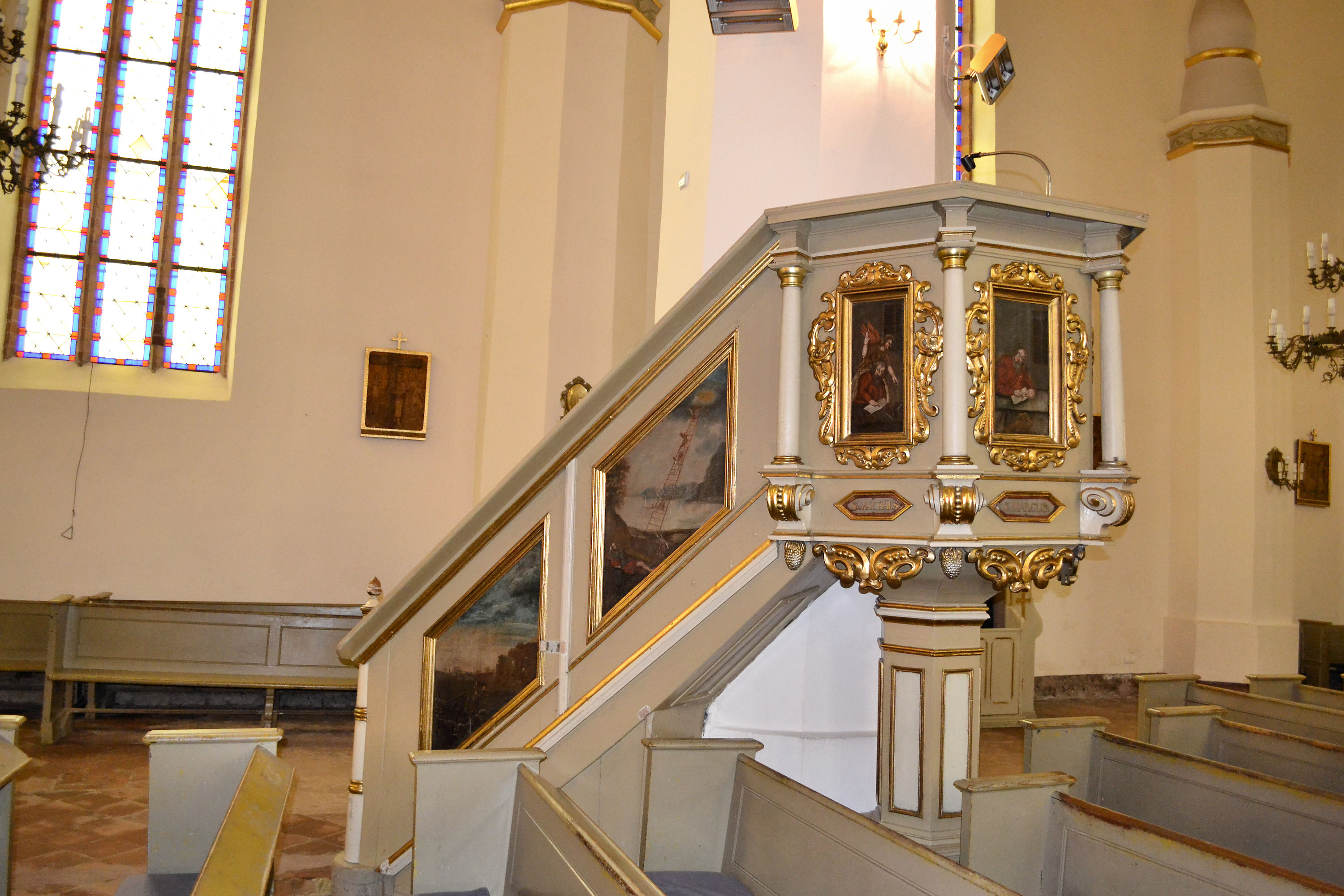
Ambona - zbliżenie
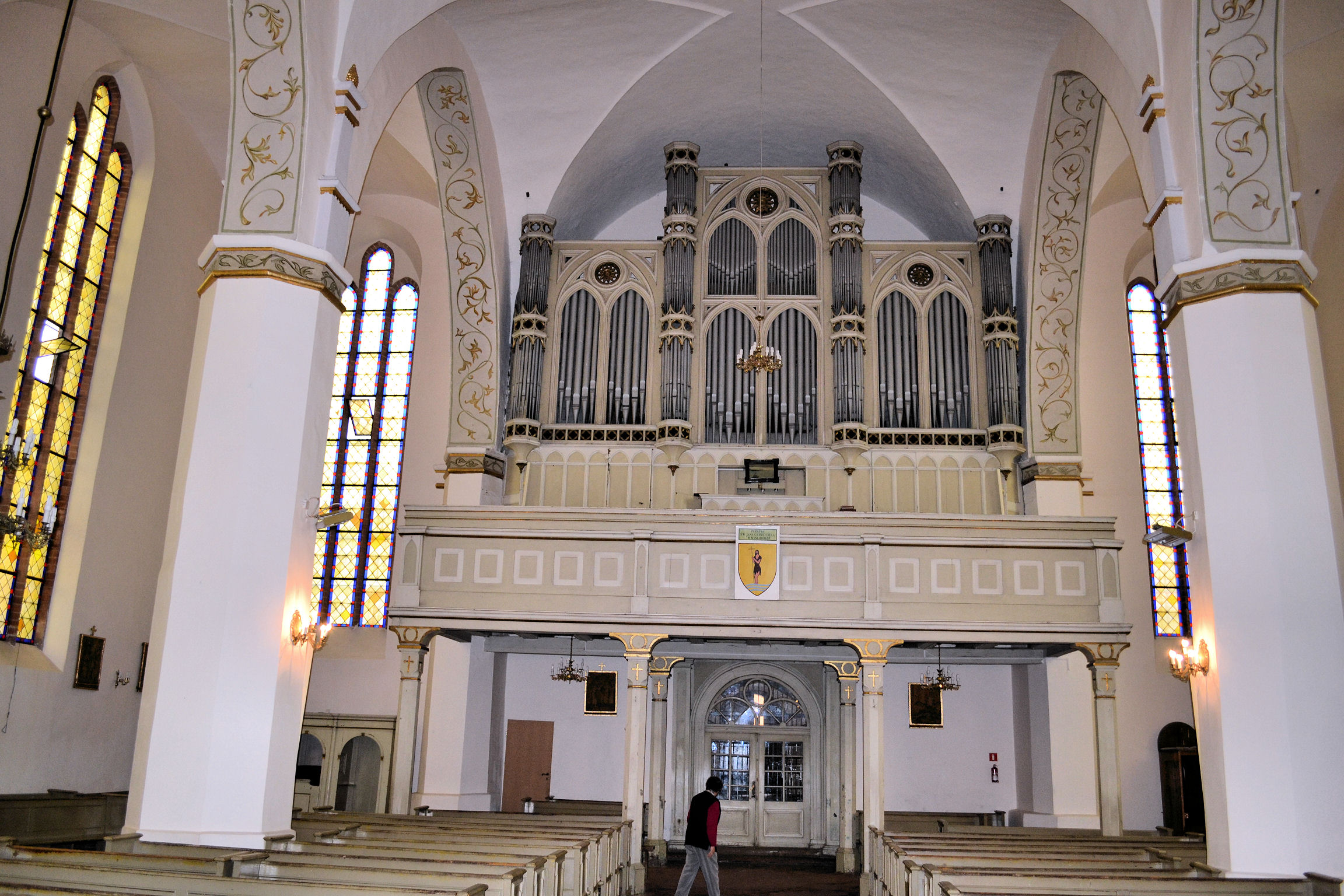
Organy